# Juan Luis Martín Mengod
Juan Luis Martín Mengod   (València, 1875 - València, 29 de setembre de 1918) fou un polític, periodista i catedràtic valencià.
Va estudiar a l'institut Lluís Vives de València i a la Universitat de València. Fou batxiller als catortze anys, advocat als dihuit i doctor en dret als deneu. Tenia, a més, la carrera de filosofia i lletres i la de mestre superior.
De jove, va exercir d'advocat a València durant dotze anys i a la primavera de l'any 1912 va ser nomenat per oposició catedràtic de psicologia, lògica, ètica i rudiments del dret a l'institut de Xerès de la Frontera, a Andalusia. Va exercir també a Terol (Aragó) i Castelló de la Plana fins a aconseguir la càtedra a València.
Des de la seua adolescència va ser militant actiu del carlisme i exercí càrrecs a totes les entitats del tradicionalisme valencià com ara el de secretari i president de les joventuts, secretari del cercle i membre de les juntes locals. Martín Mengod va promoure iniciatives com ara un "impost per al foment dels interesos legitimistes" i el pla d'organització civil de les forces del tradicionalisme valencià.
Va assistir i prengué part a molts mitins, aplechs i reunions polítiques diverses, fent conferències als cercles carlins del País Valencià. Aixímateix, va col·laborar a nombroses publicacions periòdiques, especialment amb el setmanari La Lucha, molt crític amb el republicanisme blasquista.
Va ser el primer director l'any 1911 del períodic jaumista Diario de Valencia, fundat el mateix any. Poc temps després deixà la direcció per incompatibilitat amb el seu nou càrrec de catedràtic, però finalment tornaria a la direcció del períodic. Fou un notori peridista carlí i comptà amb la simpatia de Jaume de Borbó i de Borbó-Parma i les principals figures tradicionalistes.
Fou electe regidor de l'Ajuntament de València a les eleccions municipals de 1915 pel districte de la Vega i nomenat tinent d'alcalde. Tant com a regidor com a periodista, va combatre als republicans. Publicà diverses obres, entre els quals destaca Lecciones de Derecho Mercantil (1907), deixant quasi finalitzada una geografia valenciana i un altre llibre de temàtica valenciana. Va escriure també diversos fotllets i prologà el llibre de Josep Navarro i Cabanes Apuntes bibliograficos de la prensa carlista (1917).
En son honor li fou dedicat l'any 1921 un carrer de València, anteriorment conegut amb el nom de carrer d'Argenteries. En aquest carrer es troba la llar natalícia de Martín Mengod, on l'any 1922 s'instal·là una placa commemorativa.